# Beholder 2
Beholder 2 (с англ. — «Смотритель 2») — стратегическая компьютерная игра, разработанная Warm Lamp Games и изданная Alawar Entertainment. Выход игры состоялся 5 декабря 2018 года. Версия на iOS-устройства вышла 16 июля 2019 года, на Android — 15 августа 2019 года. Версия игры для Nintendo Switch вышла 16 августа 2019 года, а на Xbox One игра стала доступна 9 апреля 2020 года.
Игра не является прямым продолжением Beholder. Действие игры происходит в той же вселенной, что и в первой части, однако единственным связующим звеном с первой игрой служит небольшое камео Карла Штейна (протагониста из первого Beholder).

## Сюжет
Действие игры происходит в столице Великого Государства, городе Хельмер.
Во время испытания устройства под названием «Хеймдалль» высокопоставленный сотрудник Министерства Калеб Редгрейв направляется на работу, провожаемый взглядами зомбированных людей, выстроившихся шеренгой вдоль ведущей к Министерству дороги. Он раскаивается в совершённых ошибках и говорит, что попытается остановить эксперимент, но через некоторое время после того, как заходит в здание ведомства — выпадает из окна 37 этажа и разбивается насмерть.
Сын Калеба, Эван Редгрейв, получает направление на трудоустройство на 1-й этаж Министерства. В первый рабочий день он знакомится с сотрудником Министерства Джорджем Хемницем, который рассказывает ему об особенностях работы, проводит пробную смену, а потом просит передать папку с секретными документами Магде Ракович, секретарше начальника этажа, после чего — встретиться с ним на площади перед зданием Министерства. Хемниц во время разговора упоминает о своём знакомстве с Калебом и о проекте «Хеймдалль», но отказывается рассказать о нём более подробно. Он обещает Эвану передать письмо и биометрический сейф, оставленные его отцом, на следующий день. Вечером в квартиру к Эвану приходит Джеймс Каннингем, директор Отдела Внутренней Безопасности и давний друг семьи Редгрейвов. Каннингем говорит, что это он организовал перевод Эвана на новую работу с целью проведения внутреннего расследования об обстоятельствах гибели Калеба, которая явно не является несчастным случаем. Глава ОВБ подозревает, что смерть Редгрейва-старшего — дело рук т.н. «Ближнего Круга», в который входят начальники этажей. Он поручает Эвану втереться в доверие к каждому из них, найти на них компромат и любыми способами добиться повышения до самого верха Министерства (37-й этаж), чтобы тот получил достаточно авторитета и влияния для встречи с Мудрым Вождём.
Утром следующего дня Эван приходит на работу и попадает на «пятиминутку ненависти», в ходе которой Джорджа Хемница убивают через повешение. Не зная никого из сотрудников, кроме Ракович, он идёт к секретарше за инструкциями. Та требует принести ей пропуск Хемница, после чего говорит Эвану, чтобы тот вливался в коллектив и начинал работать. Добыв письмо отца и биометрический сейф, Эван узнаёт, что его отец спрятал по всему Министерству аналогичные сейфы с кодами к «Хеймдаллю». Вскоре к Редгрейву начинает проявлять интерес Пит Фергюсон — начальник этажа и член «Ближнего Круга». Эван заполучает его доверие и выясняет, что Фергюсон — коррупционер и сибарит, обложивший данью своих сотрудников и устраивающий в Министерстве шумные оргии.
Получив повышение на следующий, 12-й, этаж (на выбор игрока — сдав Фергюсона Каннингему, заработав достаточно авторитета для повышения или устранив всех коллег), Эван знакомится с новыми коллегами, а затем и с начальником этажа Альбертом Де Сальво. Последний даёт ему странные поручения (найти рулон плёнки и скотч, добыть медицинский саквояж, принести из библиотеки редкую книгу о пыточном деле), смысл которых Редгрейву долгое время остаётся непонятен. Выжив в организованной на этаже «Суперигре» и узнав пароль от компьютера Де Сальво, Эван открывает дверь в помещение, которым оказывается пыточная комната. Трупы искромсанных детей не оставляют сомнений, что Де Сальво — жестокий маньяк-психопат.
На следующем, 25-м этаже (попасть туда также можно тремя возможными путями на выбор игрока),  Эван сталкивается с последним членом «Ближнего Круга» — Исааком Вайнбергом. Тот был более дружелюбен с Калебом и рассказывает Эвану больше информации о нём (в том числе подтвердив существование проекта «Хеймдалль» и то, что они работали над ним совместно, после чего Каннингем окончательно приходит к выводу, что смерть Калеба — прямое следствие этого проекта), а также, после некоторых проверок, посвещает Редгрейва в свои планы — заменить людей клонами, основой для которых послужил Карл Штейн. Ознакомившись с переданной ему Вайнбергом книгой «Канон клонов» Эван получает компромат на последнего руководителя этажа.
Получив повышение (также тремя возможными путями) на последний, 37-й этаж, Эван направляется к лифту вместе с Каннингемом. Они твёрдо намерены встретиться с Мудрым Вождём и узнать, что из себя представляет проект «Хеймдалль» и почему погиб Калеб Редгрейв. То, с чем они столкнулись на этом этаже, привело к гибели Каннингема, но позволило Эвану узнать правду и получить доступ к пульту управления «Хеймдаллем».
Концовка игры напрямую зависит от того, сколько было найдено биометрических сейфов с кодами к «Хеймдаллю», кто из начальников этажей не был сдан ОВБ (и каково их отношение к Эвану) и от выбора игрока в финале.

## Игровой процесс
Вы играете за персонажа по имени Эван Редгрейв, после приглашения на работу в министерстве вы приезжаете в намеченный город, оставляя свою семью в родном городе. В первый же день в министерстве, Джордж Хемниц, посвятивший работе свыше 8 лет, проводит инструктаж об обязанностях на новом рабочем месте, попутно рассказывая Эвану о близком знакомстве с Редгрейвом старшим, отцом Эвана. Кроме того, Хемниц лично с ним работал над неким секретным проектом, но говорить об этом в месте, где у стен есть уши, слишком опасно, тем более, что за несколько дней до своей смерти отец просил передать письмо для Эвана, которое могло бы пролить свет на происходящие события. В этот же день к Эвану домой приходит Джеймс Каннингэм, утверждающий, что он давний друг семьи и лично способствовал его переводу в министерство. Он же занимается сейчас расследованием смерти отца Эвана и просит находить компромат на тех, кто, возможно, стоит за его смертью. На следующий день, прийдя в министерство Джорджа Хемница прилюдно вешают на ваших глазах. В игре есть всего 4 этажа: 1;12;25;37. На каждом этаже (кроме 37) вам требуется найти способ продвинуться выше по должности и попасть на следующий этаж (требуется 15000 очков репутации). В процессе, знакомясь со своими коллегами и начальниками этажа, вы должны будете использовать один из вариантов продвижения на должность выше. Один из вариантов это найти компромат на начальника, на каждого начальника вы должны найти безоговорочный компромат, а после, доложить на начальника Джеймсу Каннингему, который поспособствует увольнению с этажа и аресту. После ареста начальника вам дают 10000 очков репутации на продвижение вверх по этажу. Второй  вариант это в служебном телефоне (он есть на каждом этаже) заявить о желании вступить в акцию «Конкурентная среда 1.0.1». Она требует от вас любым способом заставить ваших коллег либо добровольно покинуть пост, либо вы должны поспособствовать их увольнению. За победу в гонке вам выдают 10000 очков репутации. В процессе игры вам требуется разгадать некую таинственную загадку проекта «Хеймдалль» созданная отцом Эвана, попутно собирая биометрические сейфы с кодами к «Хеймдаллю». Ждет ли Эвана та же участь что и Джорджа Хемница или подъем на самый верх будет зависеть от ряда решений на протяжении игры.

## Разработка
В декабре 2017 года издатель Alawar и разработчики Warm lamp Games анонсировали вторую часть игры Beholder.  19 марта 2018 года выпустили геймплейный трейлер на выставке GDC2018. Разработчики решили доработать и расширить механики во второй части, отказавшись от концепта первой.

## Отзывы и критика
По данным сайта Metacritic, игра получила в основном положительные отзывы.
| Сводный рейтинг       | Сводный рейтинг |
| Агрегатор             | Оценка          |
| --------------------- | --------------- |
| Metacritic            | 76/100          |
| Иноязычные издания    |                 |
| Издание               | Оценка          |
| DarkStation           | [ 5 ]           |
| COGconnected          | 72/100          |
| The Overpowered Noobs | 7/10            |
| Русскоязычные издания |                 |
| Издание               | Оценка          |
| Riot Pixels           | 72 %            |
| StopGame.ru           | «Похвально»     |